# Maison de la Radio (Strasbourg)
Pour les articles homonymes, voir Maison de la Radio.
La Maison de la Radio et de la Télévision est un monument historique situé à Strasbourg, dans le département français du Bas-Rhin.
Le bâtiment accueille aujourd'hui le siège de France 3 Alsace.

## Localisation
Ce bâtiment est situé place de Bordeaux à Strasbourg.

## Historique
L'édifice fait l'objet d'un classement au titre des monuments historiques depuis 1983.

## Architecture
Avec la construction de la Maison de la Radio place de Bordeaux à Strasbourg, les studios de radio quittent l'avenue de la Marseillaise.
La Maison de la Radio à Strasbourg, construite entre 1956 et 1961 dans les quartiers nord de la ville, est due aux architectes Paul Tournon, A. Devilliers et P. Verdier. 
L’auditorium constitue l’élément dominant du bâtiment et en forme la façade principale. Au-dessus d’un rez-de-chaussée bas s’élève, en porte-à-faux et sur un plan légèrement concave, le promenoir orné d’une grande composition murale en céramique visible de l’extérieur. Elle participe ainsi simultanément du décor monumental et de l’animation urbaine. Cette composition intitulée La Création du Monde, de 24 m de longueur sur 6 m de hauteur, faite de carreaux de terre cuite émaillée, est due à l’artiste peintre Jean Lurçat, fut élu en 1964, à l’Académie des beaux-arts, né à Bruyères (Vosges) en 1892, mort à Saint-Paul-de-Vence (Alpes-Maritimes) en 1966. 
L’artiste a incorporé dans son œuvre trois pylônes d’émissions, concession évidente à la destination des lieux. Ce décor avec son support a été classé au titre des monuments historiques par arrêté du 21 mars 1983. La restauration a été conduite par Daniel Gaymard, Architecte en chef des monuments historiques.